# De Grauwe Beer
Molen De Grauwe Beer is een beltmolen in het Midden-Limburgse Beesel.

## Geschiedenis
De molen is gebouwd in 1614 in Zaandam als een houtzaagmolen. In 1891 werd de molen verscheept naar Beesel en opgebouwd op de kleine Solberg. Hierbij werd de molen heringericht om te dienen als korenmolen. Tot in de jaren 60 is de molen in bedrijf gebleven. In 1982-1983 werd de molen gerestaureerd en verplaatst naar de oever van de Maas. De molen is sindsdien op vrijwillige basis geregeld in bedrijf. De molen liep de afgelopen decennia vier keer onder water na overstromingen van de Maas. Daarom is de molen op 9 september 2014 60 meter landinwaarts op een hogere plek geplaatst.

## Technische details
- Type: beltmolen voor het malen van granen
- Inrichting: 2 koppels maalstenen
- Wieksysteem: Systeem van Bussel
- Vlucht: 21,60 m
- Bijzonderheden: de enige Limburgse molen met een stutvang; een herinnering aan zijn Zaanse verleden.

## Bezoek
De molen is vrij te bezichtigen op zaterdagmiddag.